# الأكاديمية الوطنية للتدريب (مصر)
الأكاديمية الوطنية للتدريب هي هيئة عامة اقتصادية مصرية تتبع رئيس الجمهورية.

## عن الأكاديمية
أنشئت في 28 أغسطس 2017 طبقاً للقرار الجمهوري رقم 434 لسنة 2017 كأحد توصيات المؤتمر الوطني الأول للشباب بشرم الشيخ الذي انعقد في نوفمبر 2016. تهدف الأكاديمية إلى تحقيق متطلبات التنمية البشرية للكوادر الشبابية بكافة قطاعات الدولة والارتقاء بقدراتهم ومهاراتهم.

## مقر الأكاديمية
يقع مقر الأكاديمية بمدينة السادس من أكتوبر ويتكون من ست مباني على مساحة 10000 متر²، وتم تصميم نظام التعليم بالأكاديمية على غرار المدرسة الوطنية للإدارة الفرنسية بالتعاون مع عدد من الهيئات والمعاهد والمؤسسات العلمية الدولية.

## الهيكلة الإدارية
للأكاديمية مجلس أمناء برئاسة رئيس مجلس الوزراء وعضوية ممثلين عن رئاسة الجمهورية، وزارة التعليم العالي والبحث العلمي، وزارة التخطيط والمتابعة والإصلاح الإداري، وزارة المالية، المجلس الأعلى للجامعات، وعدد من الشخصيات ذوى الخبرة.

## برامج الدراسة
البرامج الرئاسية للقيادة:
- - البرنامج الرئاسي لتأهيل الشباب للقيادة (PLP)
  - البرنامج الرئاسي لتأهيل الشباب الإفريقي للقيادة (African PLP)
  - البرنامج الرئاسي لتأهيل المتفوقين للقيادة (AD PLP)
  - البرنامج الرئاسي لتأهيل التنفيذيين للقيادة (EPLP)
- برامج دولية:[5]
  - برنامج المدرسة الوطنية الفرنسية للإدارة بمصر.
  - برنامج جوجل «مهارات».